# Els dotze regnes
Els dotze regnes (十二国記, Jūni Kokuki), també coneguda com a Juuni Kokki o 12 Kokki, és una sèrie de novel·les curtes japoneses escrites per Fuyumi Ono i il·lustrades per Akihiro Yamada. Està formada per 11 volums publicats per l'editorial Kodansha entre el 1992 i 2001. A causa de l'èxit de la novel·la entre el públic jove japonès, l'Studio Pierrot va adaptar-lo a la seva versió anime. La sèrie està inspirada en la mitologia xinesa, on hi ha dotze regnes, habitats per personatges mitològics i per simples mortals.

## Argument
La protagonista de la sèrie és la Yoko Nakajima, una noia tranquil·la i respectada pels professors i els seus amics, que un bon dia rep la visita d'un personatge misteriós, en Keiki, que, a través del portal del temps, la porta a un món fantàstic i li revela que el seu destí és convertir-se en la reina del regne de Kei.
En aquest món fantàstic hi ha dotze regnes, habitats per personatges mitològics i per simples mortals. La Yoko viurà mil aventures amb què cada vegada es farà més forta i valenta, i descobrirà què significa ser noble d'esperit. Per tant, de la nit al dia, aquesta noia, que era una estudiant d'institut, passarà a convertir-se en la reina d'un país imaginari i en una valenta aventurera capaç d'enfrontar-se amb tots els perills que li té preparats el destí.
Semblant a la sèrie Fushigi Yûgi (van ser adaptades a la versió anime per la mateixa companyia), Els Dotze Regnes se centra més en el desenvolupament individual dels personatges, especialment de la protagonista.

## Anime
Degut a l'èxit de les novel·les entre el públic jove japonès, la sèrie fou adaptada a la seva versió anime per l'Studio Pierrot. Fou dirigida per Tsuneo Kobayashi, amb guió de Shou Aikawa (episodis 1-40) i Seiya Fujima (episodis 41-45), i música composta per Kunihiko Ryo. Fou estrenada pel canal de televisió japonès NHK el 9 d'abril de 2002 fins a l'11 de març de 2003. La sèrie està formada per 45 episodis de 25 minuts de duració cadascun.
Internacionalment, fou distribuïda en format DVD per la companyia estaunidenca Media Blasters. A Catalunya, la sèrie fou emesa l'1 de desembre de 2005 pel canal K3, reemetent-se posteriorment en diverses ocasions.